# Dracula (Castlevania)
Pour les articles homonymes, voir Dracula (homonymie).
Vlad Țepeș Dracula (ドラキュラ・ヴラド・ツェペシュ, Dorakyura Vurado Tsepeshu) ou Dracula (ドラキュラ, Dorakyura) est un personnage de la série de jeux vidéo de Konami, Castlevania. Il est principal antagoniste de la série et apparaît dans la plupart des jeux de la saga,.

## Apparitions
Dracula apparaît la première fois en 1986 dans le premier Castlevania, où l'intrigue prend place en 1691. Simon Belmont s'est emparé de son arme ancestrale, le fouet « Vampire Killer » s'aventurant dans le château de Dracula pour le vaincre. Le jeu original n'a pas de texte intégré et l'intrigue est réutilisée dans les remakes Vampire Killer, Haunted Castle, Super Castlevania IV et Akumajō Dracula.
Dans la notice du second épisode, Castlevania II: Simon's Quest, révèle que durant ses derniers instants, Dracula a jeté une malédiction sur Simon, qu'il est condamné à mourir lentement. En 1698, Simon part dans les ruines du château de Dracula pour rassembler les cinq parties de son corps : la côte, le cœur, l’œil, l'ongle et la bague. Dans le but de conjurer le sort en ressuscitant Dracula et de le vaincre à nouveau. La séquence de fin montre Simon Belmont sur la tombe de Dracula avec un texte informant la fin de Dracula. À la tombée de la nuit, Simon Belmont a quitté les lieux et on y aperçoit la main de Dracula surgissant hors de la terre. Une séquence de fin alternative mentionne que Simon ne pourrait survivre malgré la victoire.
Le troisième épisode est intitulé Castlevania III: Dracula's Curse, l'histoire se déroule en 1476 et met en scène l'ancêtre de Simon Belmont, Trevor Belmont. Le jeu introduit un nouveau personnage, le fils de Dracula, Alucard. Trevor et Alucard parviennent à vaincre Dracula, mais étant son fils, Alucard se sent coupable d'avoir tué son vrai père. Super Castlevania IV est le remake du premier épisode original en termes d'histoire, où la trame scénaristique se déroule en 1691. En 1993, Akumajō Dracula X: Chi no rondo sort sur PC-Engine et présente une nouveauté en termes de narration, les personnages sont doublés, Dracula y est doublé en japonais par le seiyū Hiroya Ishimaru.
En 1997 sort Castlevania: Symphony of the Night, où le protagoniste du jeu est le fils de Dracula, Alucard. Le jeu se déroule en 1797 et introduit le personnage de Lisa, la mère d'Alucard et la femme de Dracula, qui a été exécutée, soupçonnée de sorcellerie par les villageois alors qu'elle préparait des médicaments pour aider les malades. Alucard est confronté de nouveau à son père ressuscité. En fin de combat, Dracula demande à son fils quels étaient les derniers mots de Lisa, Alucard lui répète les mots de sa mère : « de ne pas haïr les humains », ajoutant qu'elle aimerait Dracula pour tout l'éternité. Dans ses dernières paroles avant de disparaître, Dracula demande pardon à sa femme et fait ses adieux à son fils.

## Pouvoirs
Dracula est terriblement puissant. Il exerce le pouvoir de domination (pour absorber les âmes et les pouvoirs de tout être), de mimétisme (pour copier le pouvoir de quelqu'un d'autre), et de feu de l'enfer (pour conjurer et former le feu de l'enfer lui-même). Il peut sentir la présence des gens et leurs liens avec les autres ; se manifester là où il n'est pas physiquement présent ; créer et transformer des lieux immenses comme son Château hanté qu'il contrôle complètement.
Il peut aussi causer des désastres, des fléaux et des pluies de sang ; jeter une nuit éternelle sur son domaine ; entraîner ses ennemis dans des plans infernaux ; posséder des choses et des gens ; et jeter un large éventail de malédictions sur des pays entiers, au point de dessécher la terre et corrompre la population même après sa mort.
Dracula a le contrôle total du Mal et de l'Enfer. Il puise son pouvoir dans le royaume chaotique où la malice humaine se rassemble. Tous les monstres et les êtres malveillants lui jurent fidélité ; la plupart le considèrent comme un "sauveur" capable de nettoyer le monde à nouveau. Sa simple présence suffit à rendre les gens normaux fous et à corrompre son environnement. Il est aussi capable d'augmenter le mal dans le cœur des gens et de s'entourer d'énergie du mal ou de ténèbres pures.
Dracula est inégalé parmi les pouvoirs vampiriques communs. En plus de se transformer en loup, en chauve-souris ou en nuage de brume, il peut se transformer en un gigantesque essaim de chauves-souris ou en un nuage de poison, et changer sa cape en aile de chauve-souris ou pire. Il a une force incroyable et il peut contraindre des hordes d'animaux, contrôler le temps et drainer le sang par simple contact.
Non seulement Dracula "vit" pour toujours, mais il ne peut être blessé que lorsqu'il est frappé à la tête ou à la poitrine avec des armes spécifiques. Pire encore, il ressuscite toujours 100 ans après avoir été tué, quand il y a assez de malice humaine. Sans compter ceux qui le ressuscitent par les Rituels Noirs.

## Accueil
Le magazine Game Informer liste Dracula 3e meilleur méchant de jeu vidéo de l'année 2006. 1UP.com le liste comme étant le 7e meilleur récurrent malgré des morts successives. Electronic Gaming Monthly l'intègre en 3e position de sa liste sur les morts-vivants de jeu vidéo les plus badass. GameDaily le classe 16e parmi les meilleurs méchants machiavéliques et parmi les méchants de jeu vidéo les plus récurrents. IGN honore le personnage en le plaçant à la 8e place de leur top des méchants de jeu vidéo les plus mémorables.